# Parc Històric Nacional de la Cultura Chaco
El Parc Històric Nacional de la Cultura Chaco (Chaco Culture National Historical Park) és un parc històric nacional dels Estats Units gestionat pel National Park Service, originàriament establert el 1907 pel president Theodore Roosevelt en virtut de la llei d'Antiguitats com a monument nacional. Alberga la més densa i excepcional concentració de la cultura pueblo del sud-oest dels Estats Units. Designat parc històric nacional el 1980, cobreix 13.750,3 hectàrees al nord-oest de Nou Mèxic entre les ciutats d'Albuquerque i Farmington, als comtats de San Juan i McKinley, en una vall relativament inaccessible tallada pel Chaco Wash (un corrent d'aigua intermitent). Conté la major quantitat de ruïnes antigues al nord de Mèxic i preserva una de les àrees culturals precolombines més importants del continent.

## Història
Entre l'any 900 i 1150, el canyó del Chaco (Chaco Canyon) era un important centre de cultura anasazi (també anomenada cultura pueblo ancestral). Els habitants de la regió aconseguien blocs de pedra calcària i transportaven fusta des de grans distàncies. Van armar quinze importants complexos que van ser les construccions més grans d'Amèrica del Nord fins al segle XIX. S'han proposat proves d'arqueoastronomia al Chaco entre elles la famosa daga del Sol (Sun Dagger), un petròglif a la Fajada Butte que marca els solsticis i equinoccis mitjançant el moviment de l'angle dels raigs del sol a la cara de la roca. De fet, moltes construccions a la vall semblen capturar els cicles solars i lunars requerint generacions d'observacions astronòmiques i segles de construcció experta coordinada. Es creu que el canvi climàtic va causar una emigració i un eventual abandonament del congost, que va començar amb una sequera de 50 anys el 1130.
Localitzats en l'àrida i inhòspita Regió de Four Corners (literalment 'quatre cantonades') dels Estats Units, els llocs culturals del Chaco són fràgils. L'erosió causada pels turistes ha ocasionat la clausura de la Fajada Butte al públic. Els llocs del parc es consideren terres ancestrals sagrades dels pobles hopi, navajo i pueblo. Continuen mantenint tradicions orals que relaten la seva migració històrica del Chaco i la seva relació espiritual amb la terra. Mentre la preservació del parc pugui ocasionar conflictes amb les creences religioses de la gent nativa, els representants de les tribus treballen estretament amb el National Park Service per compartir els seus coneixements i respecte per l'herència de la cultura chaco. En reconeixement de la seva gran importància cultural i històrica, el parc va ser declarat Patrimoni de la Humanitat de la UNESCO el 1987.

## Geografia
El canó del Chaco es troba dins de la conca de San Juan, al cim de la vasta Meseta de Colorado, envoltat per les muntanyes Chuska a l'oest, les muntanyes de San Juan al nord i les muntanyes de San Pedro a l'est. Els antics Chacoans es basaven en boscos densos de roure, pinyó, pi ponderosa i ginebre per obtenir fusta i altres recursos. El canó en si, situat a les terres baixes circumscrites per camps de dunes, carenes i muntanyes, està alineat al llarg d'un eix aproximadament de nord-oest a sud-est i està envoltat per massissos plans coneguts com a taules. Els grans buits entre les cares dels penya-segats del sud-oest (canyons laterals coneguts com a rincones) van ser crítics per canalitzar les tempestes de pluja cap al canó i augmentar els nivells de precipitació locals. Els principals complexos de Chacoan, com Pueblo Bonito, Nuevo Alto i Kin Kletso, tenen elevacions de 1.890 a 1.960 m.
El sòl del canó al·luvial s'inclina cap avall cap al nord-oest a una inclinació suau de 10 km; està dividit en dos pel Chaco Wash, una rambla que poques vegades té aigua. Els principals aqüífers del canó eren massa profunds per ser útils als antics Chacoans: només diverses fonts més petites i menys profundes sostenien les petites fonts que els sostenien. Avui en dia, a part de l'escorrentia ocasional de la tempesta que travessa arroyos, les aigües superficials substancials (fonts, piscines, pous) són pràcticament inexistents.

## Geologia

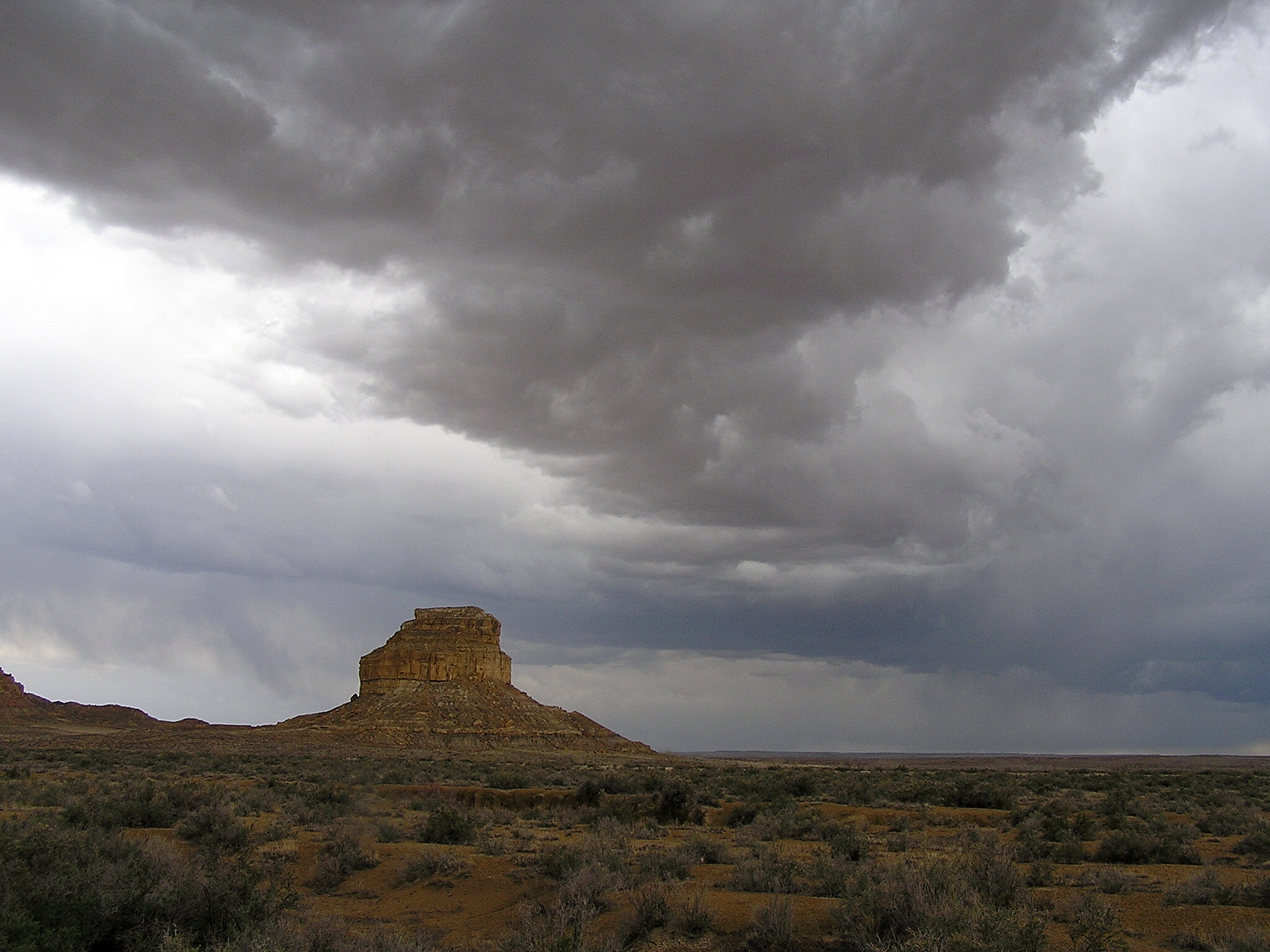
Tempestes d'estiu sobre Fajada Butte i Fajada Gap, prop de la vora sud-oest del Chaco Canyon

Després que el supercontinent Pangeu es va trencar durant el període Cretaci, la regió es va convertir en part d'una zona de transició canviant entre un mar interior poc profund —la via marítima interior occidental— i una banda de planes i turons baixos a l'oest. Una costa arenosa i pantanosa oscil·lava cap a l'est i l'oest, submergint-se i descobrint alternativament la zona de l'actual Meseta de Colorado que ara ocupa el Chaco Canyon.
El Chaco Wash va fluir a través dels estrats superiors del que ara són els 120 m de Chacra Mesa, tallant-hi i excavant un ampli canó al llarg de milions d'anys. La taula comprèn formacions de gres i pissarra que daten del Cretaci superior, que són del Grup Mesaverde. Els fons del canó es van erosionar encara més, deixant al descobert la roca de Menefee Shale; aquest va ser posteriorment enterrat sota aproximadament 38 m de sediment. El canó i la taula es troben dins del Nucli del Chaco, que és diferent de l'altiplà més ampli del Chaco, una regió plana de praderies amb poblacions poc freqüents de fusta. Com que la Divisió Continental és a només 25 km a l'est del canó, característiques geològiques i diferents patrons de drenatge diferencien aquestes dues regions tant entre si com del vessant del Chaco proper, el vessant del Governador i la vall de Chuska.

## Clima

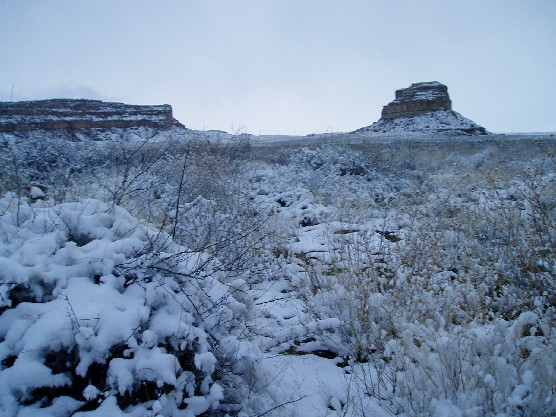
Fajada Butte: Chaco té una mitjana de tres o quatre tempestes de neu a l'hivern.

Una regió àrida de deserts i matollars xeròfils alts i estepa desèrtica, el canó i la conca més àmplia tenen una mitjana de 8 en (200 mm) de precipitació anual; la mitjana del parc és 9.1 a (230 mm). Chaco Canyon es troba al costat sotavent d'extenses serralades al sud i l'oest, donant lloc a un efecte d'ombra de pluja que afavoreix la manca d'humitat predominant a la regió. La regió veu quatre estacions diferents. Les pluges són més probables entre juliol i setembre, mentre que maig i juny són els mesos més secs. Les precipitacions orogràfiques, que resulten de la humitat extreta dels sistemes de tempestes que ascendeixen a les serralades al voltant del canó del Chaco, són les responsables de la major part de les precipitacions d'estiu i d'hivern, i les precipitacions augmenten amb una elevació més elevada.
El Chaco suporta extrems climàtics notables: les temperatures oscil·len entre −39 i 39 °C, i pot oscil·lar 33 °C) en un sol dia. La regió té una mitjana de menys de 150 dies sense gelades a l'any, i el clima local oscil·la salvatgement des d'anys de pluges abundants fins a una sequera prolongada. La forta influència de l’El Niño-oscil·lació del sud contribueix al clima inconstante del canó.

## Flora i fauna
La flora del Chaco caracteritza la dels deserts alts nord-americans: l'armisia i diverses espècies de cactus s'intercalen amb boscos de matolls secs de pinyons i ginebres, aquest últim principalment als cims de la taula. El canó és molt més sec que altres parts de Nou Mèxic situats a latituds i elevacions similars, i no té els boscos temperats de coníferes abundants a l'est. L'escàs predominant de plantes i vida salvatge es va fer ressò en l'antiguitat, quan la superpoblació, l'expansió del cultiu, la caça excessiva, la destrucció d'hàbitats i la sequera poden haver portat els Chacoans a despullar el canó de plantes silvestres i caça. S'ha suggerit que fins i tot durant els períodes humits el canó només va poder mantenir 2.000 persones.
Entre els mamífers chacoans hi ha el coiot abundant (Canis latrans); Els cérvols muls, els alces i l'antílop americà també viuen dins del canó, tot i que els visitants rarament els troben. Els carnívors més petits importants inclouen els linxs rojos, els teixons, les guineus i dues espècies de mofeta. El parc acull abundants poblacions de rosegadors, incloses diverses ciutats de gossos de praderia. Durant l'estiu hi ha petites colònies de ratpenats. L'escassetat local d'aigua fa que hi hagi relativament poques espècies d'ocells; aquests inclouen els Geococcyxs, falcons grans (com els falcons de Cooper i els xoriguers americans), mussols, voltors i corbs, encara que són menys abundants al canó que a les serralades més humides de l'est. També són freqüents poblacions importants d'ocells més petits, com ara parúlids, passerèl·lids i pinsans domèstics. Hi ha tres espècies de colibrís: una és el petit però molt combatiu colibrí rogenc, que competeix intensament amb els colibrís de gorja negra més suaus per a l'hàbitat de reproducció en arbustos o arbres situats a prop de l'aigua. Les serps de cascavell occidentals (de la praderia) es veuen ocasionalment a l'interior del país, tot i que els escíncids i altres sargantanes són molt més abundants.

## Galeria d'imatges

Chaco Canyon
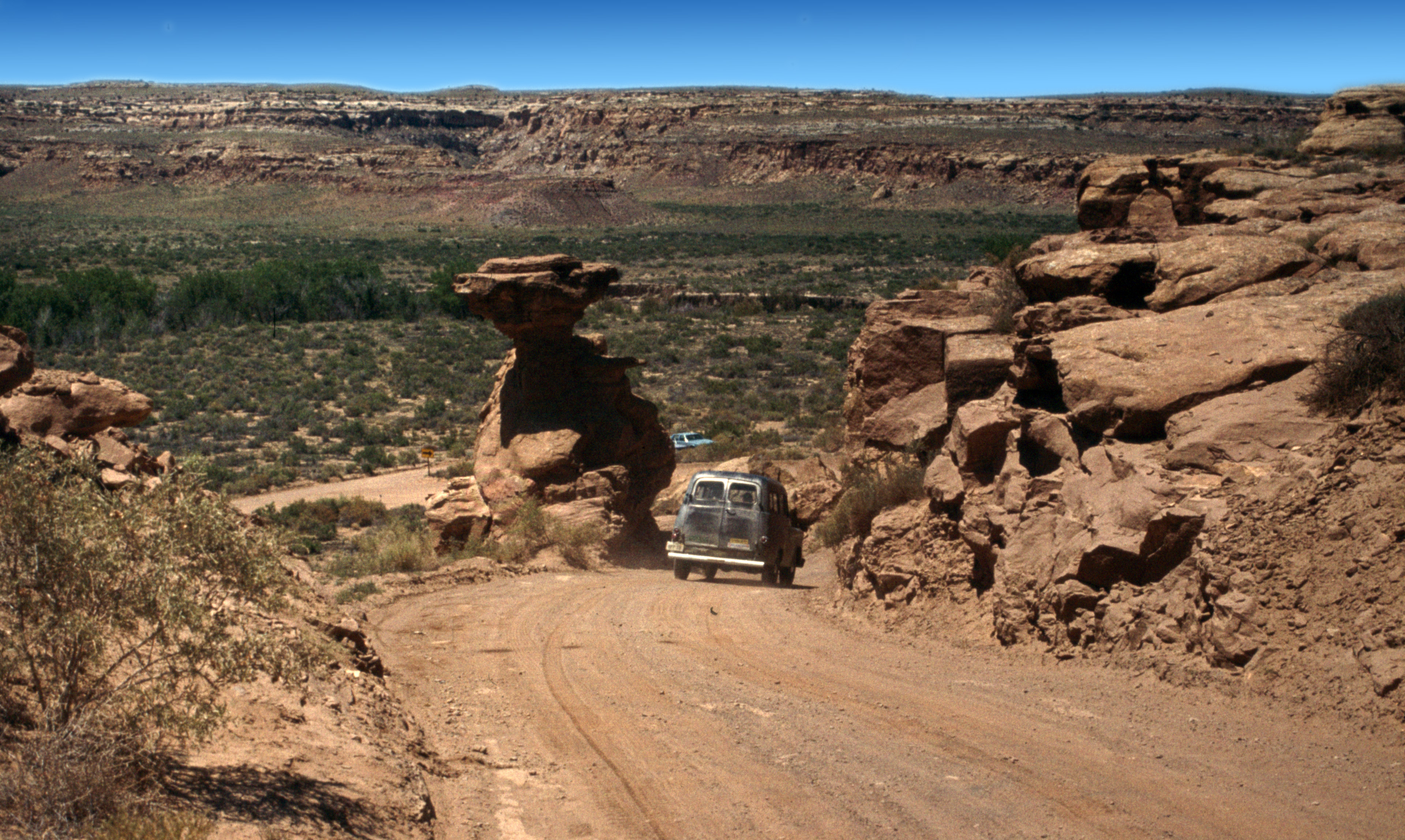
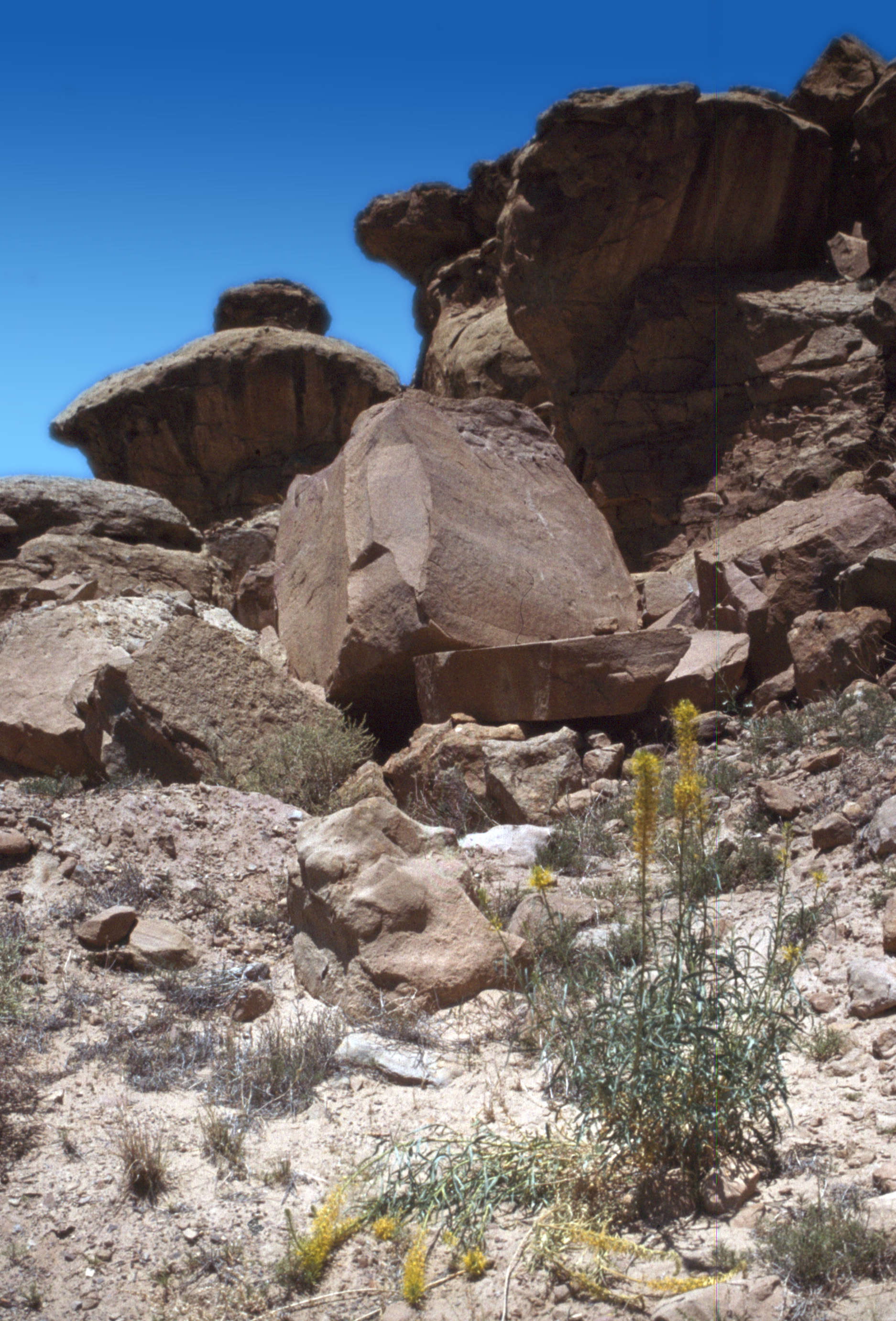
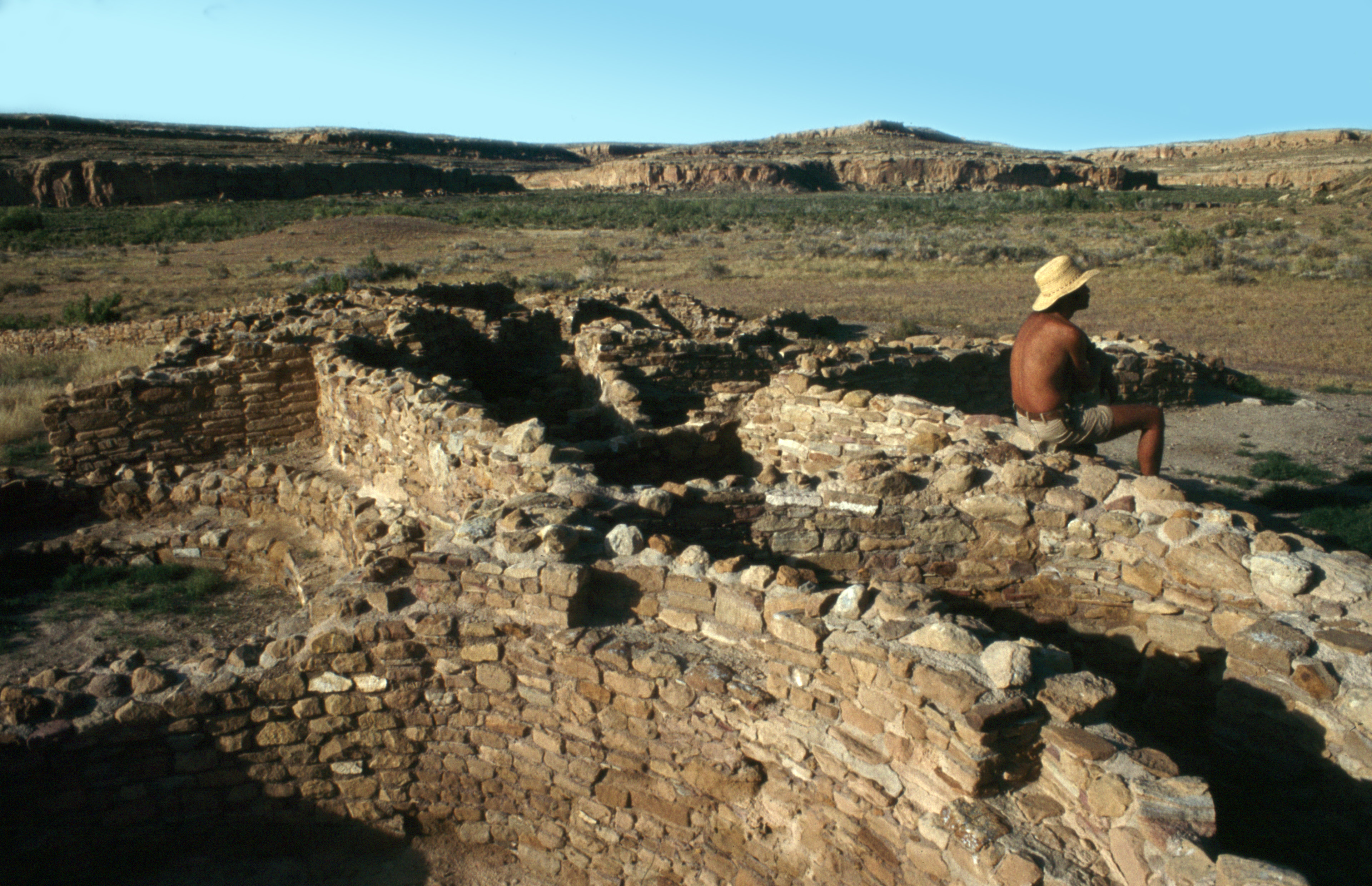
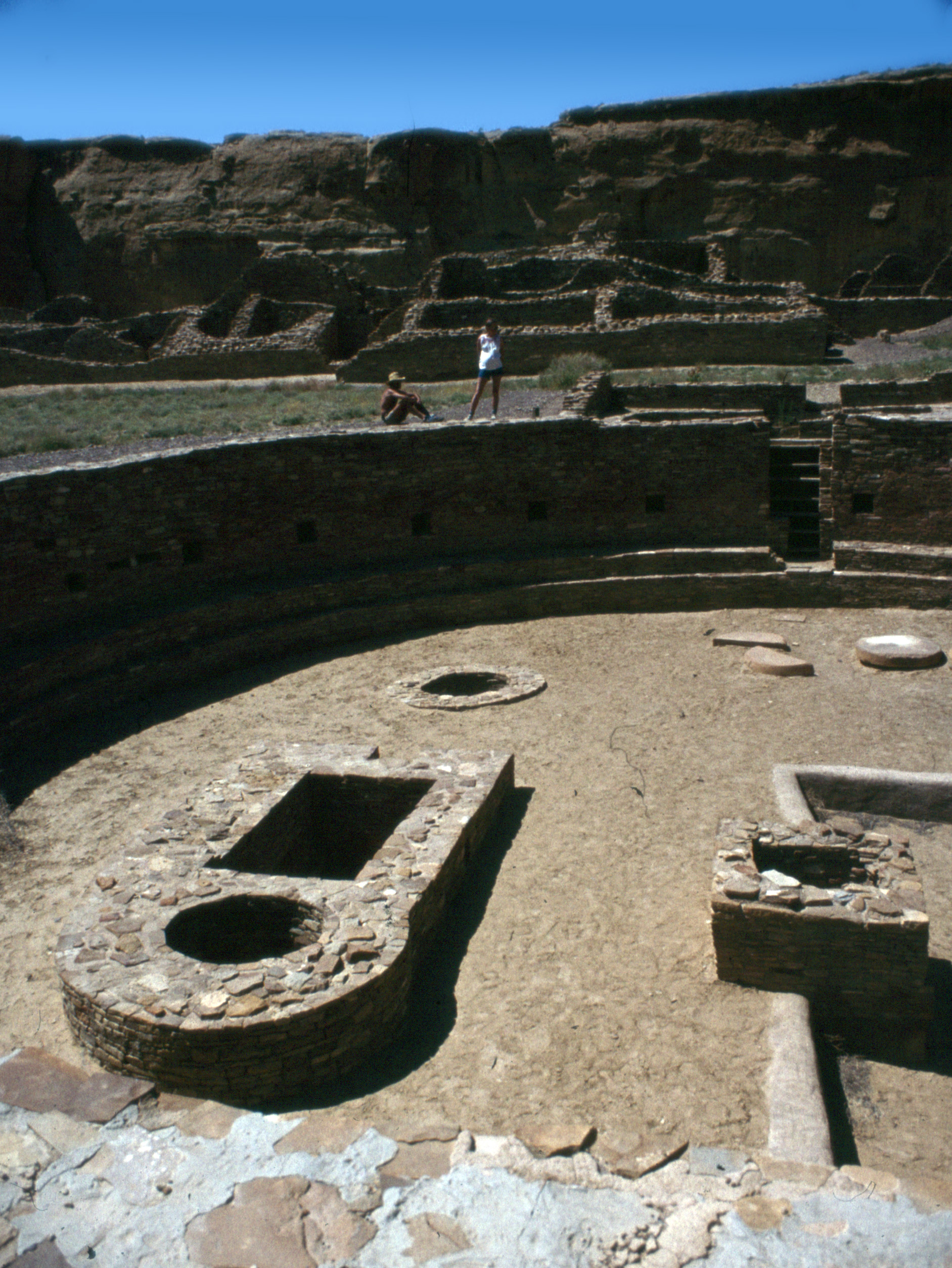
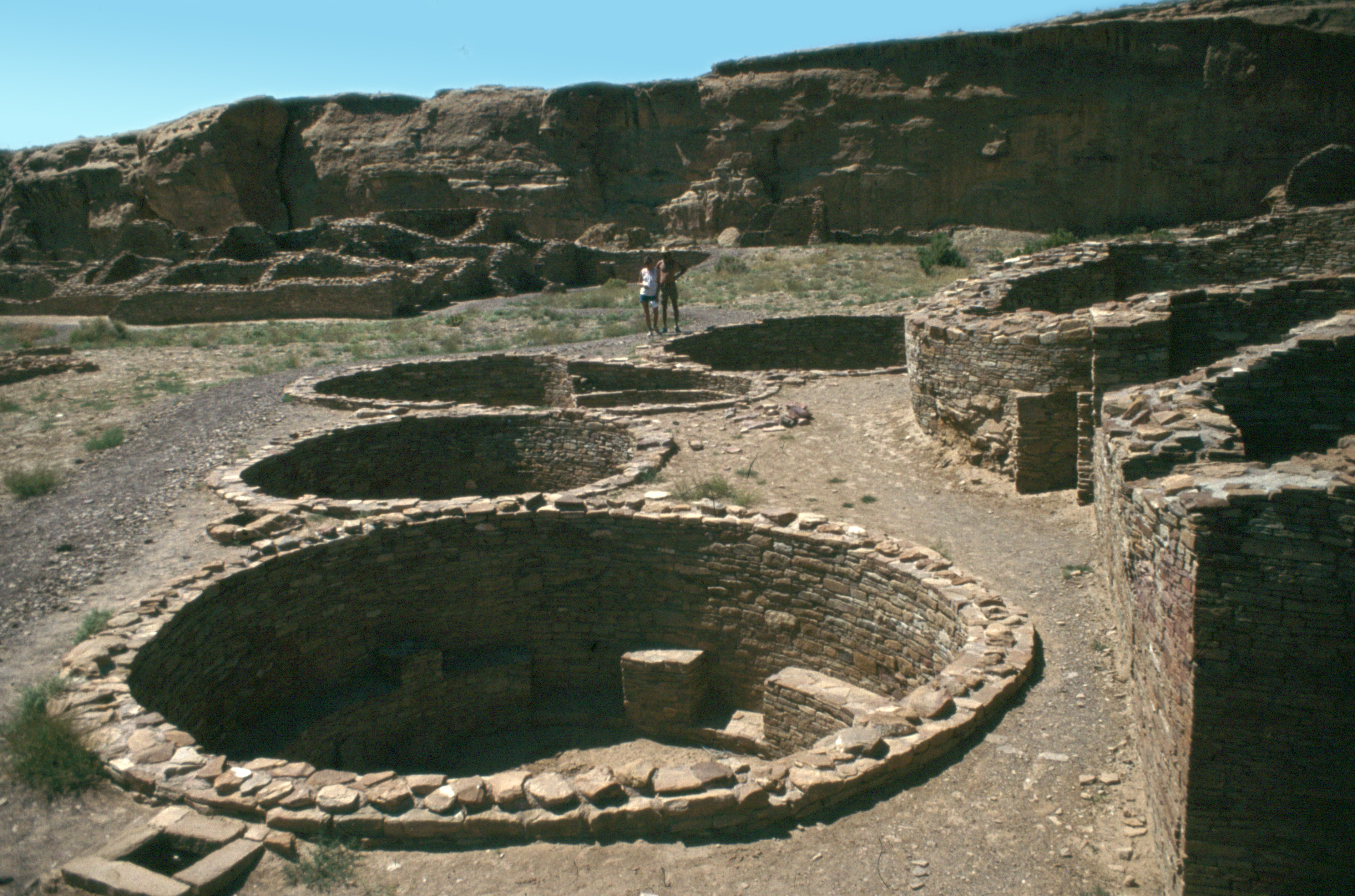
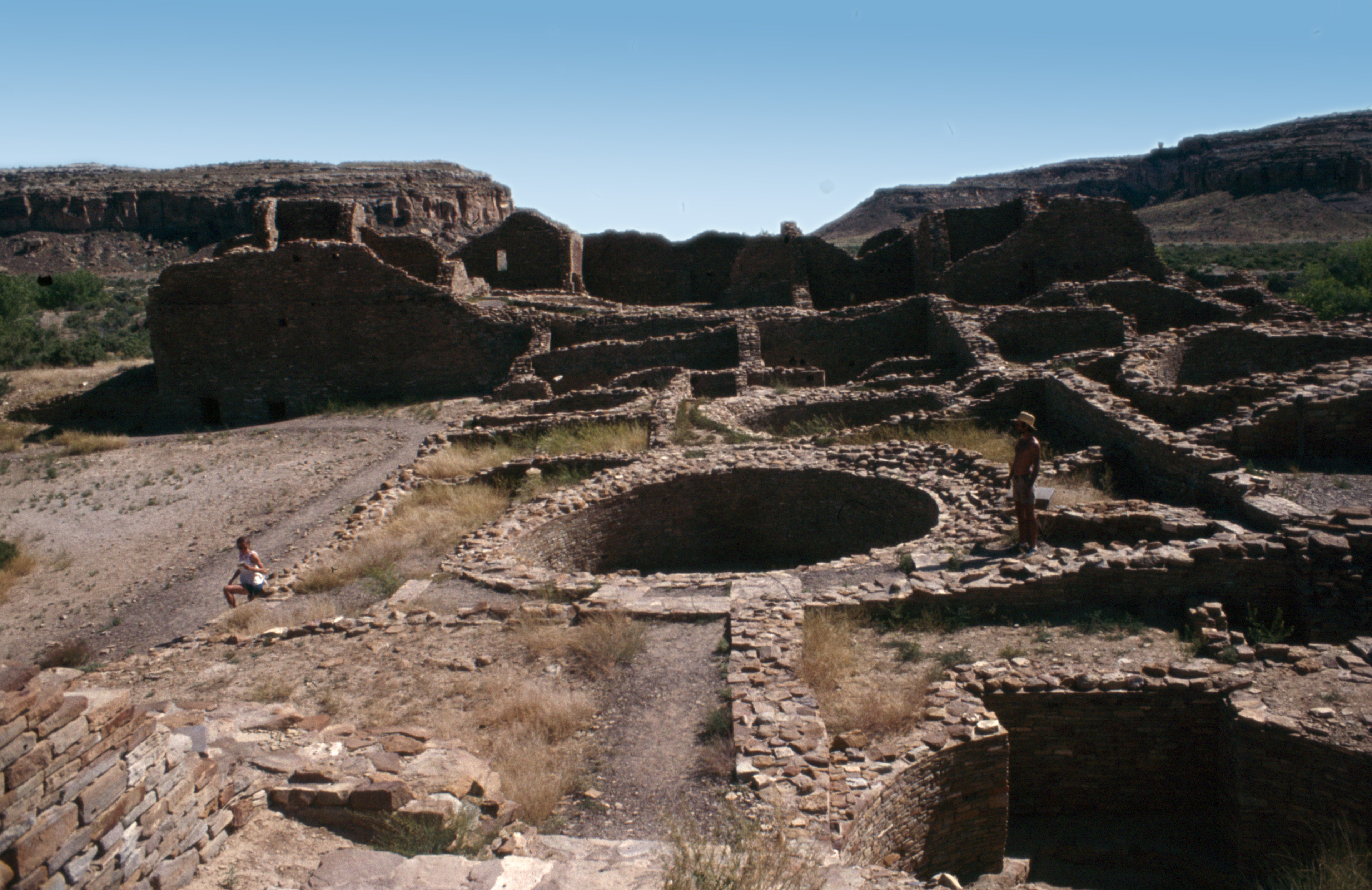
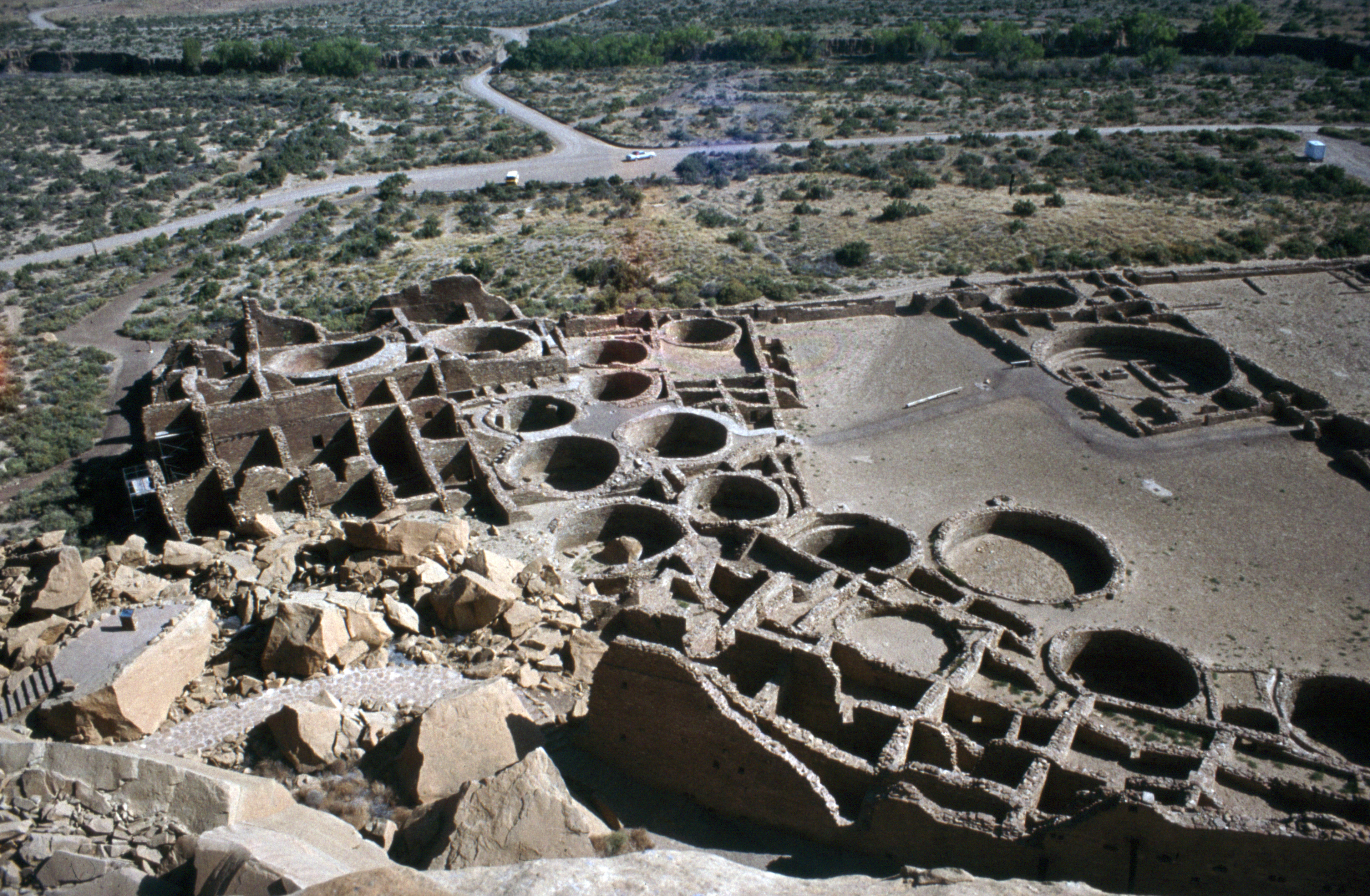
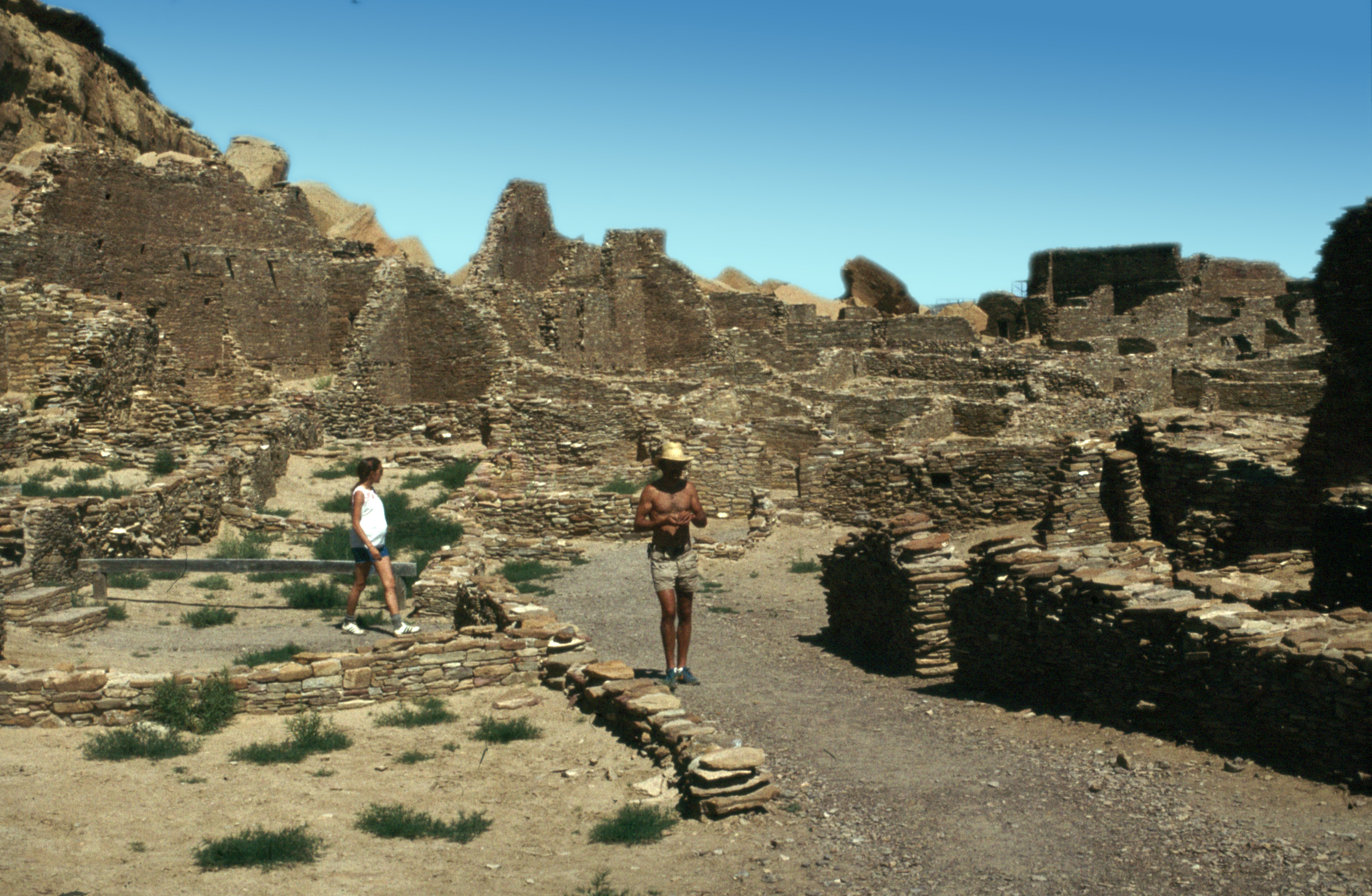

## Bibliografiа addicional
- English, N. B.; Betancourt, J.; Dean, J. S.; Quade, J. Strontium isotopes reveal distant sources of architectural timber in Chaco Canyon, New Mexico, 2001, p. 11891–96. DOI 10.1073/pnas.211305498.
- Brugge, David M.; Hayes, A.; Judge, W. James. Archeological Surveys of Chaco Canyon, New Mexico.  University of New Mexico Press, febrer 1988. ISBN 978-0826310293.
- Diamond, Jared. Collapse: How Societies Choose to Fail or Succeed, 29 desembre 2004. ISBN 978-0670033379.
- Elliott, Melinda. Great Excavations: Tales of Early Southwestern Archaeology, 1888–1939.  School of American Research Press, 15 agost 1995. ISBN 978-0933452435.
- Fagan, Brian Murray. Oxford University Press. Chaco Canyon: Archaeologists Explore the Lives of an Ancient Society, Maig de 1, 2005. ISBN 978-0195170436.
- Fagan, Brian Murray. From Black Land to Fifth Sun: The Science of Sacred Sites.  Basic Books, 9 abril 1999. ISBN 978-0738201412.
- Frazier, Kendrick. People of Chaco: A Canyon and Its Culture.  Norton, 2005. ISBN 978-0393318258.
- Hopkins, Ralph Lee. Hiking the Southwest's Geology: Four Corners Region.  Mountaineers Books, 15 gener 2003. ISBN 978-0898868562.
- Kelley, David H.; Milone, Eugene F. Exploring Ancient Skies: An Encyclopedic Survey of Archaeoastronomy.  Springer, 19 novembre 2004. ISBN 978-0387953106.
- LeBlanc, Steven A.. University of Utah Press. Prehistoric Warfare in the American Southwest, 9 febrer 1999. ISBN 978-0874805819.
- Magli, Giulio.. Mysteries and Discoveries of Archaeoastronomy: From Giza to Easter Island.  Springer, Apr 28, 2009. ISBN 978-0387765648.
- Noble, David Grant. New Light on Chaco Canyon.  School of American Research Press, agost 1984. ISBN 978-0933452107.
- Noble, David Grant. Ancient Ruins of the Southwest: An Archaeological Guide.  Cooper Square Publishing, 1 gener 2000. ISBN 978-0873587242.
- Reed, Paul F. The Puebloan Society of Chaco Canyon.  Greenwood Publishing Group, 2004. ISBN 978-0-313-32720-9 [Consulta: 15 juliol 2012].
- Reynolds, A.; Betancourt, J.; Quade, J.; Patchett, P. Jonathan; Dean, Jeffrey S.; Stein, John. 87Sr/86Sr Sourcing of Ponderosa Pine Used in Anasazi Great House Construction at Chaco Canyon, New Mexico, 2005, p. 1061–75. DOI 10.1016/j.jas.2005.01.016 [Consulta: 21 agost 2009]. Arxivat de març 26, 2009, a Wayback Machine.
- Sofaer, Annа. The Primary Architecture of the Chacoan Culture: A Cosmological Expression.  University of New Mexico Press, 1997 [Consulta: 21 agost 2009]. Arxivat de juliol 23, 2009, a Wayback Machine.
- Sofaer, A.; Dibble, M. The Mystery of Chaco Canyon.  Bullfrog Films, 1999 [Consulta: 15 juny 2011].
- Strutin, M. Chaco: A Cultural Legacy.  Southwest Parks and Monuments Association, juny 1994. ISBN 978-1877856457. «photography by George H. H. Huey.»
- Stuart, David E. Anasazi America.  University of New Mexico Press, Maig de 1, 2000. ISBN 978-0826321794. «research assistance by Susan Moczygemba-McKinsey.»
- National Park Service. United States World Heritage Periodic Report: Chaco Culture National Historical Park (Section II), 2005 [Consulta: 23 novembre 2009].
- Chaco Culture National Historical Park.  National Park Service, 2007 [Consulta: 23 novembre 2009].
- Chaco Culture National Historical Park.  Thoreau, New Mexico: National Park Service, 1966-10-15. #148900.